# カラータイマー
カラータイマーは、特撮ドラマ「ウルトラシリーズ」に登場する架空の装置。
ウルトラ戦士が胸に付けている発光体で、生命源のウルトラ心臓に繋がったバロメーターである。

## 概要
カラータイマーはウルトラ戦士のエネルギー残量を意味していて、通常は青色だが、活動制限時間が迫る（もしくはエネルギーが少なくなる）と赤色に変わって点滅すると同時に警告音を発する。さらに時間が経過すると、点滅と警告音の間隔が速まる（逆に遅くなる場合もある）。
作品によっては「ビームランプ」（『ウルトラセブン』）、「ライフゲージ」（『ウルトラマンガイア』）、「エナジーコア（コアゲージ）」（『ウルトラマンネクサス』）、「パワータイマー」（『ウルトラマンマックス』）など異なる名称で呼ばれるが、機能的にはほとんど変わらず、総称として「カラータイマー」と呼ばれることが多い。カラータイマーは、手術で取り付けられる人工物とされている。形や点滅・変色までの時間、音色などは、シリーズごとに設定が異なり、同じウルトラマンでも作品によって音が変わっているケースも見られる。
カラータイマーはウルトラマンの心臓と接続されていて、エネルギーを司る重要な中枢器官であると同時に、弱点でもある。カラータイマーの光が消えるとウルトラマンは活動不能になり、破壊されるとウルトラマンは死亡してしまう。しかし、実際にはカラータイマーはウルトラマンの生命を表すというより、消費するエネルギーの残量を示す燃料計に似た機能を果たしている。たとえカラータイマーの発光が停止するか、怪獣や宇宙人によって倒されたとしても、何らかの形でエネルギーが補給されればウルトラマンはしばしば甦るからである。これに関しては、「ウルトラマン大辞典」（中経出版 監修：円谷プロダクション）での初代ウルトラマンのカラータイマーの解説（p93）において、「エネルギー残量表示システム」と記載されているほか、「ウルトラマン超ひみつ100」（小学館 監修:円谷プロ）でも「カラータイマーはウルトラ戦士のエネルギー量を知らせる装置だ」という解説（p22）がある。
なお、『シン・ウルトラマン』に登場したウルトラマンとゾーフィにはカラータイマーの描写はない。ただし活動制限はあり、ウルトラマンはエネルギーを消耗すると赤いラインが緑に変色し、限界が近づくと消えてしまう。

## M78星雲シリーズ
ウルトラマンの胸に存在する半球状の発光体。通常は青く発光しているが、ウルトラマンの地球での活動時間が残り少なくなると、発光色が青から赤に変わって点滅を始めると同時に警告音を発する。
児童書では「ウルトラマンは死ぬと光となって消滅する」と記されている物があるが、実際の劇中ではこのような描写は見られず、カラータイマーが停止してもウルトラマンの体は消滅せずに残り、他のウルトラ族の力で復活することができる。
ウルトラマンジャックのカラータイマーは、エネルギーの消費量によって点滅開始が早まる。また、活動時間の限界も通常は3分だが、ウルトラマンレオは2分40秒で、体長が小さいとその時間はずっと長くなる。
初代ウルトラマンのデザインを行った成田亨の最初の案には、カラータイマーは存在していなかったと言われる（現存するデザイン検討時の資料でもカラータイマーは見られない）。しかし作劇上、ウルトラマンに弱点を持たせる必要があるとして、成田のデザイン案に後からカラータイマーが付加された。“究極の人体”としてウルトラマンをデザインした成田は、カラータイマーを付加されたことが不服だったという（成田亨#ウルトラマンのデザインも参照）。
カラータイマーの装着・未装着に関しては、長い間、曖昧な設定が出回っていたが、映画『大怪獣バトル ウルトラ銀河伝説 THE MOVIE』では、「宇宙空間で長時間活動する者はカラータイマーを装着している」「カラータイマーにはプラズマスパークタワーの光が入っている」という設定が追加され、設定が統一された。そのため、光の国に住む一般市民や、宇宙空間での活動が少ない宇宙警備隊訓練生にはカラータイマーが見られない。ただし、カラータイマーがどのような経緯で取り付けられるのかは明らかにされていない。

### ウルトラマン
円谷プロの企画室長であった金城哲夫の「さらばウルトラマン　準備稿シナリオ」、また、それをもとに児童書に執筆された「小説 ウルトラマン」では、ゼットンにカラータイマーを叩き潰されると激痛が走って、ウルトラマンが死亡する描写がある。

### ウルトラセブン
『ウルトラセブン』は元々、『ウルトラマン』とは直接的には繋がりのない作品だったため、ウルトラセブンにはカラータイマーは存在しない。当初は地球上での活動時間の制限時間の設定もなかったが、ストーリー途中からエネルギーが消耗すると額部の緑色のビームランプが点滅するようになったものの、カラータイマーと違って色は変化せず、警告音も鳴らないことが多い。この特徴は、ウルトラセブン21も同様に持っている。
しかし、他のウルトラマンのように頻繁に点滅するわけではなく、消耗の基準についても不明な点が多い。この理由については、カラータイマーは戦闘員に手術によって取り付けられるものであり、セブンは元々戦闘員には該当しない恒点観測員だったためにカラータイマーを持たないという解説が後の雑誌などでなされており、宇宙警備隊員になってからもセブンはカラータイマーの装着手術を受けなかった（息子であるゼロは楕円形のものを持っている）。しかし、『ウルトラマンメビウス』に登場したウルトラマンヒカリはもともと科学者でありながらカラータイマーを装着しており、非戦闘員ゆえにカラータイマーを装着していないという説は矛盾している（もっとも、さまざまな環境の惑星に出向くために装着しているという見方も存在する）。なお、セブン以外にも額にビームランプが付いているウルトラ戦士が数多くいる。

### ウルトラマンジャック
『ウルトラマンタロウ』第52話に客演し、ドロボンにカラータイマーを剥ぎ取られたウルトラマンジャックは、空気の抜けた風船のように体がペシャンコに潰れてしまった（スーツの構造上、頭部の前半分はそのままの状態）。タロウがカラータイマーを取り戻してジャックの胸に取り付けると、体が膨らみ元の姿に戻った。
なお、ジャックから奪ったカラータイマーを装着したドロボンはなぜか一時的なパワーアップを果たしている。

### ウルトラの父
初登場時は自らのカラータイマーを外して投げることでエースを回復させることができたが、自身は力尽きて倒れてしまった。

### ウルトラマンレオ、アストラ、ユリアン
レオとアストラは獅子座L77星の王子であり、戦闘員ではないにもかかわらず、カラータイマーを装着している。また、『ウルトラマン80』に登場するウルトラの星の王女のユリアンにはカラータイマーがない。

## ザ☆ウルトラマン
ウルトラマンジョーニアスや、彼の故郷であるU40に住むウルトラ戦士たちの胸にあるカラータイマー（資料によってはスターシンボルと記載されている）は、星型をしている。『ウルトラマンタイガ』に登場したウルトラマンタイタスも同様だが、後述のような色の変化はなく、青から赤に直接変化する。
ジョーニアスがエネルギーを消耗すると、カラータイマーの色が青から黄を経て赤に変化し、点滅して警告音を発する。ただし、劇中でカラータイマーが黄色になるのは青から赤に変化する際の一瞬だけであり、3段階に色が変わる必然性はあまりなかった。活動時間は4分間で、赤の点滅開始から30秒経つと、ジョーニアスは二度と立ち上がれなくなる。

## ウルトラマンUSA
本作に登場する3人のウルトラマン（スコット・チャック・ベス）はカラータイマーを装着していないが、セブン同様額のビームランプがカラータイマーの役目を担っており、太陽エネルギーが減ると青色から赤色に点滅し警告音を発する。

## ウルトラマンG
ウルトラマングレートのカラータイマーは、形状が三角形でその中央に半球状の発光体がある以外は昭和ウルトラマンの物と変わらない（原語版では音が違うが、日本語版では初代と同じ音が使われている）が、変身アイテムのデルタプラズマーが同一の形状のため、変身アイテムを兼ねていると考えられる。また、金属を嫌うガゼボが反応したことから、金属製であることがうかがえる。
なお、グレートは活動限界に至る事情が他のウルトラマンと異なり、地球では人類の大気汚染による消耗で3分しか持たないとされている（ゴーデスがジャックにそのことを言及する場面もある）。

## ウルトラマンパワード
ウルトラマンパワードのカラータイマーは昭和ウルトラマンのものと形状や機能は似ているが、周囲に漲りメーターと呼ばれる緑色の小さいランプがついており、エネルギーが溜まると発光する付加機能が付いている。活動時間との関係はない。(ただし点滅機能はあり)

## ULTRA N PROJECT
ウルトラマンの基本デザインを一新したULTRA N PROJECTのシリーズで登場するウルトラマン（ウルトラマンノア、ウルトラマン・ザ・ネクスト、ウルトラマンネクサス）には胸にY字状の赤い発光体エナジーコアが存在する。
また、ノアと敵対する闇の巨人ダークザギにも同形のエナジーコアが存在するが、これはダークザギがノアを模して作られたためである。

### ウルトラマン・ザ・ネクスト
ザ・ネクストには明確な制限時間は存在しないが、エナジーコアが点滅する。従来のカラータイマーの警告音とは異なり、心臓の心拍音に似た効果音が使われている。

### ウルトラマンネクサス
変身直後のアンファンスの状態だと、Y字を象った赤色のエナジーコア（作中で吉良沢が命名した）が胸部に装備されている。ザ・ネクストと同様に明確な制限時間は存在せず、エネルギーが限界域に入り、命の危機が迫るとエナジーコア全体が点滅する。点滅が止まると、変身しているデュナミストは命を絶ってしまう。
ジュネッス、ジュネッスブルーに変身すると、エナジーコアの中心に青色のコアゲージが現れる。メタフィールドと呼ばれるバリア内で3分間戦闘可能であり、時間が残り少なくなるとコアゲージが赤色に変わって点滅する（形状も機能も昭和ウルトラマンのカラータイマーとほぼ同様である）。この部分の点滅が止まると変身しているデュナミストは命を落としてしまう。

## 上記以外の平成期のウルトラマン
昭和のウルトラマンのカラータイマーが全て同じ（円形の付属物）だったのに対し、平成のウルトラマンのカラータイマーは形状がさまざまで、付属物であるとも限らない（ウルトラマンメビウスのカラータイマーは内蔵されていて付属物ではなく、ウルトラマンナイスのカラータイマーだけは左胸に付いている）。パワーアップした際に形状が変化することもあり、ウルトラマンゼロはシャイニングウルトラマンゼロとなった際に「シャイニングエナジーコア」と名称も変わる。
ウルトラマンガイアとウルトラマンアグルのものは「ライフゲージ」と呼ばれ、2人とも地球からの力を授かったウルトラマンなので、明確な活動制限時間は無く、活動エネルギーの限界を知らせるために点滅する。
ウルトラマンマックスやウルトラマンメビウスが以前の戦いで大ダメージを負った際や、ウルトラマンアグルが怪獣復活のためにエネルギーを使い続けた際、エネルギーが回復しきっていない次の戦いでは、登場直後からカラータイマーが点滅していたことがあった。
ハンターナイトツルギ（ウルトラマンヒカリ）の場合は鎧「アーブギア」にカバーされているため、一見カラータイマーが付いていないように見えるが、アーブギア消滅後は水滴型のカラータイマーが現れている。
ウルトラマンギンガは昭和期のウルトラマンのような円形のカラータイマーであるのに対し、ウルトラマンビクトリーは、V字型のカラータイマーが内蔵されている。
ウルトラマンエックスは、X字型のカラータイマーで、黄色にも光るがウルトラマンジョーニアスとは異なり、必殺技やアーマー装着時にのみ変色する。
ウルトラマンオーブはO字型のカラータイマーを持っている。これは他のフュージョンアップ形態に変化しても同様である。

## にせウルトラマン、悪のウルトラマン
にせウルトラマンなど姿だけを真似た偽のウルトラマンのカラータイマーは本物と同様に青色だが、平成期の本物と同様の力を持った悪のウルトラマン（ウルトラマンシャドー、カオスウルトラマン、ダークファウストなど）のカラータイマーは、黄色や黒など青以外が多い。また、ウルトラマンシャドーのカラータイマーは、攻撃を受けるとシールドで蓋がされて防御するという機能がついている。なお、敵役に徹したイーヴィルティガのカラータイマーを「イーヴィルタイマー」という名称で記載している文献がある。
ウルトラマンベリアルのカラータイマーは、当初のアーリースタイル時は他の昭和期のウルトラマンと同様に円形で、青や赤に変わる機能も同じであったが、レイブラッド星人によってレイオニクスとなった後は紫色に変化している。その後はカラータイマーは紫のままで、赤く点滅するような描写はない。また、ウルトラマンゼロに敗れて怨霊と化したベリアルがゼロの身体を乗っ取った姿であるゼロダークネスのカラータイマーも、ベリアルと同様の紫色に変化している。
ウルトラマンダーク（SD）のカラータイマーは赤いままで、点滅するような描写は見られなかった。
ウルトラマンオーブダークのカラータイマーは赤いままだが、点滅する描写がわずかに見られる。
ウルトラマントレギアは、カラータイマーを拘束着のようなもので封印している。彼のアーリースタイル（『ウルトラギャラクシーファイト 大いなる陰謀』で初登場）時のカラータイマーは、デザインを担当した後藤正行によれば初代ウルトラマンやジャックのものと同様とのこと。
また、トレギアの手によって闇に堕ちてしまったウルトラマンタイガは、カラータイマーが赤いままになっているほか、ウルトラマンタロウもグリムドに乗っ取られた際にはタイガと同様にカラータイマーが赤いままになっている。

## その他の宇宙人、怪獣
ウルトラ族ではないバルキー星人やババルウ星人、エースキラーにもカラータイマーらしき物が見受けられる。特にババルウ星人は当初の黒から赤へ点滅し始めたカラータイマーらしき物をレオキックで破壊されて死亡したので、何らかのエネルギーゲージである可能性が高く、これは「決定版ウルトラ大怪獣50大図解超百科」（講談社刊）の解説によれば「パイルオーガン」と呼ばれる器官で、ウルトラマンのカラータイマーが太陽光を吸収するのと同様にマイナスエネルギーなどを摂取するためと記述している。
また、歴代ウルトラシリーズに登場した（アパテーなどのヒューマノイドタイプを除く）ほとんどの怪獣にはカラータイマーらしき物が付いていないが、『ウルトラマンティガ』の第44話に登場したガーディーのみ唯一胸元に「ガーディータイマー」と呼ばれるカラータイマーがある。しかもその音はイーヴィルティガの「イーヴィルタイマー」とほとんど同じで、歴代ウルトラマンのカラータイマーと同じ機能である。
ウルトラマンの科学特捜隊隊員は胸元に白く丸いネクタイピンを付けているが、これには危険を察知すると赤色に点滅し警戒音を発するという機能が備わっている。この機能が初めて示されたのはウルトラマン第1話のウルトラマン登場前の段階で、その描写はウルトラマンを初めて見る視聴者に「胸元の装置の点滅は危険信号を意味する」という認識を誘導する役割を果たしていた。

## ウルトラシリーズ以外でのカラータイマー
ウルトラシリーズ以外の円谷プロ作品でもカラータイマーは見られる。
『ジャンボーグA』
エメラルド星人は地球での活動の際にカラータイマーを装着しているが、日常生活時は装着していない。
『ミラーマン』
ミラーマンは第26話でインベーダーによって体内にエネルギー爆弾を仕掛けられて活動限界ができてしまい、それに伴って腰にカラータイマーを装着している。
『ファイヤーマン』
ファイヤーマンは地底以外の場所では活動時間が3分間であるため、活動限界を知らせるために眉間部に装着されている。